# Nealcidion socium
Nealcidion socium là một loài bọ cánh cứng trong họ Cerambycidae.